# Ernst Winkler
Ernst Winkler (11 marzo 1955) è un ex sciatore alpino austriaco.

## Biografia
Discesista puro originario di Schwarzach im Pongau, fece parte della forte squadra austriaca che dominò le gare veloci negli anni 1970: in Coppa del Mondo esordì nella stagione 1974-1975, ottenne il primo risultato di rilievo l'11 gennaio 1975 a Wengen sul difficile tracciato Lauberhorn (10º) e conquistò il primo podio ad Aspen il 12 marzo dell'anno seguente, quando giunse 3º dietro al compagno di squadra Franz Klammer e allo svizzero René Berthod.
Dopo aver concluso altre due volte tra i primi tre in classifica nel massimo circuito, il 13 marzo 1977 si aggiudicò l'ultimo podio a Heavenly Valley dove concluse 2º alle spalle di Bartl Gensbichler; il 6 gennaio 1980 ottenne l'ultimo piazzamento della sua attività agonistica, il 9º posto nella discesa libera di Coppa del Mondo vinta dallo svizzero Peter Müller a Pra Loup. Non prese parte a rassegne olimpiche e non ottenne piazzamenti ai Campionati mondiali.

## Palmarès

### Coppa del Mondo
- Miglior piazzamento in classifica generale: 16º nel 1977
- 4 podi (tutti in discesa libera):
  - 2 secondi posti
  - 2 terzi posti

### Campionati austriaci
- 3 medaglie[1]:
  - 2 ori (discesa libera nel 1975; discesa libera nel 1976)
  - 1 argento (discesa libera nel 1977)